# La storia di Valentina Monetta
La storia di Valentina Monetta è il secondo album e prima raccolta della cantante sammarinese Valentina Monetta. L'album è stato pubblicato in occasione della rappresentanza di San Marino all'Eurovision Song Contest 2013 a Malmö, in Svezia.
Il singolo trainate l'album è Crisalide (Vola), la cui musica è di Ralph Siegel mentre il testo è di Mauro Balestri. Il videoclip della canzone è stato ufficialmente presentato il 15 marzo 2013 durante una diretta televisiva su SMtv San Marino.
Ne esiste anche una versione in lingua inglese dal titolo "Chrysalis (You'll Be Flying)" il cui testo è di Timothy Touchton. Questa canzone si è classificata undicesima nella seconda semifinale dell'Eurovision Song Contest 2013.
L'album presenta anche vari brani già noti della cantante, come Una giornata bellissima e The Social Network Song, canzone sammarinese presentata all'Eurovision Song Contest 2012.
L'album è disponibile come download su tutti i principali store digitali, ne esiste anche una versione fisica acquistabile solamente presso il Music Store di San Marino.

## Tracce
1. Una giornata bellissima – 3:14
2. L'amore verrà – 2:28
3. Diadaba Jazz – 3:00
4. Di mia proprietà – 3:31
5. Think about – 3:39
6. My funny Valentine (Live Jazz Version) – 4:27
7. The Social Network Song (Oh Oh-Uh-Oh Oh)(Live Jazz Version) – 5:18
8. Facebook (Uh Oh Oh)(Euroclub Version) – 5:36
9. I'll follow the Sunshine – 2:54
10. Crisalide (Vola) – 2:56
11. Chrysalis (You'll Be Flying)(English Dance version) – 4:27
12. Crisalide (Vola)(Jazz version) – 3:37
13. Chrysalis (You'll Be Flying)(English Radio Pop version) – 3:29
14. Chrysalis (You'll Be Flying)(English Radio Jazz version) – 3:37
15. Crisalide (Vola)(Radio Pop version) – 3:29
16. Chrysalis (You'll Be Flying) – 2:56
17. Crisalide (Vola)(Dance version) – 4:27